# Tatyjana Anatoljevna Koszinceva
Tatyjana Anatoljevna Koszinceva (oroszul: Татьяна Анатольевна Косинцева, a nemzetközi szakirodalomban Tatiana Kosintseva) (Arhangelszk, 1986. április 11. –) orosz sakknagymester (GM) (2009), női nagymester (WGM) (2001), csapatban kétszeres olimpiai bajnok és háromszoros Európa-bajnok, kétszeres egyéni Európa-bajnok, Oroszország háromszoros női sakkbajnoka, U10 korosztályos Európa-bajnok.
A sakktörténet legmagasabb Élő-pontszámot elért orosz sakkozónője. A 2010. novemberben elért 2581 Élő-pontjával 2016. októberben a sakkozók örökranglistája hatodik helyén állt.
Testvére Nagyezsda Koszinceva szintén erős sakknagymester, 2576 Élő-ponttal a sakk örökranglista kilencedik helyezettje.

## Élete és sakkpályafutása

### Ifjúsági eredményei
Hatévesen tanult meg sakkozni. 1996-ban másfél pont előnnyel nyerte az U10 korosztályos sakk-Európa-bajnokságot. 1997-ben az U12 korosztályos sakkvilágbajnokságon a kínai Csao Hszüe mögött ezüstérmes. 1998-ban a francia Marie Sebaggal holtversenyben az 1−2. helyen végezve az U12 Európa-bajnokságon, ezüstérmet nyert, és ugyanígy lett ezüstérmes az U12 világbajnokságon, ahol az indiai Kónéru Hanpival végzett holtverenyben az élen. A következő évben az U16 korosztályos Európa-bajnokságon indult és a 4−5. helyet szerezte meg.
2000-ben, 14 éves korában az U18 korosztályos Európa-bajnokságon indult, és testvérével Nagyezsda Koszincevával holtversenyben végeztek az 1−2. helyen, de a holtversenyt eldöntő számítás ezúttal sem kedvezett neki, és neki ismét csak az ezüstérem jutott. 2001-ben a fiúk között indult Oroszország U18 korosztályos bajnokságán, és az 5−8. helyen végzett, 2002-ben ugyanezen a versenyen már csak fél ponttal maradt le az élen végzett hármastól és a 4−8. helyet szerezte meg.  Ugyanebben az évben az U20 korosztályos junior sakkvilágbajnokságon Csao Hszüe, Kónéru Hanpi és testvére Nagyezsda Koszinceva mögött a negyedik helyen végzett.

### Felnőtt versenyeken
2001-ben indult először a női Európa-bajnokságon, ahol a középmezőny élén végzett. 2002-ben, 16 éves korában, először nyerte meg Oroszország felnőtt női bajnokságát. A 2002-es női Európa-bajnokságon már az élmezőny tagja a holtversenyes 10. helyével, majd a következő évben a holtversenyben az élen végző Viktorija Čmilytė és Pia Cramling mögött a bronzérmet szerezte meg.
2004-ben, még mindig csak 18 évesen, másodszor nyerte meg Oroszország női bajnokságát, majd az első helyet szerezte meg Bielben az Accentus Ladies női nagymesterversenyen. 2006-ban az orosz női bajnokság szuperdöntőjében holtversenyben a 2−4. helyen végzett.
2007-ben két pont előnnyel nyerte a női sakk-Európa-bajnokságot a mögötte holtversenyben 2−4. helyen végző testvére, Hoang Thanh Trang és Antoaneta Sztefanova előtt, és az első helyen végezve harmadik orosz bajnoki címét szerezte az orosz női bajnokság szuperdöntőjében. A 2008-as orosz bajnokság döntőjében testvére mögött a 2. helyet szerezte meg.
A 2009-es női sakk-Európa-bajnokságon az örmény Lilit Mkrtcsjannal holtversenyben az 1−2. helyen végzett, és a holtversenyt eldöntő számítás alapján ő kapta az aranyérmet, egy évvel később holtversenyben a 3−7. helyen fejezte be a versenyt. 2010-ben a 60. orosz női sakkbajnokságon Natalja Pogonyinával és Alisza Galljamovával holtversenyben az 1−3. helyen végezve a bronzérmet szerezte meg. A 2012-es női sakk-Európa-bajnokságon holtversenyben az 1−3. helyen végezve az ezüstérmet kapta. Ebben az évben megnyerte a rapidsakk-Európa-bajnokságot. 2014-ben a női sakk-Európa-bajnokságon az ezüstérmet, a villámsakk világbajnokságon a bronzérmet szerezte meg.

### Eredményei a világbajnokságokon

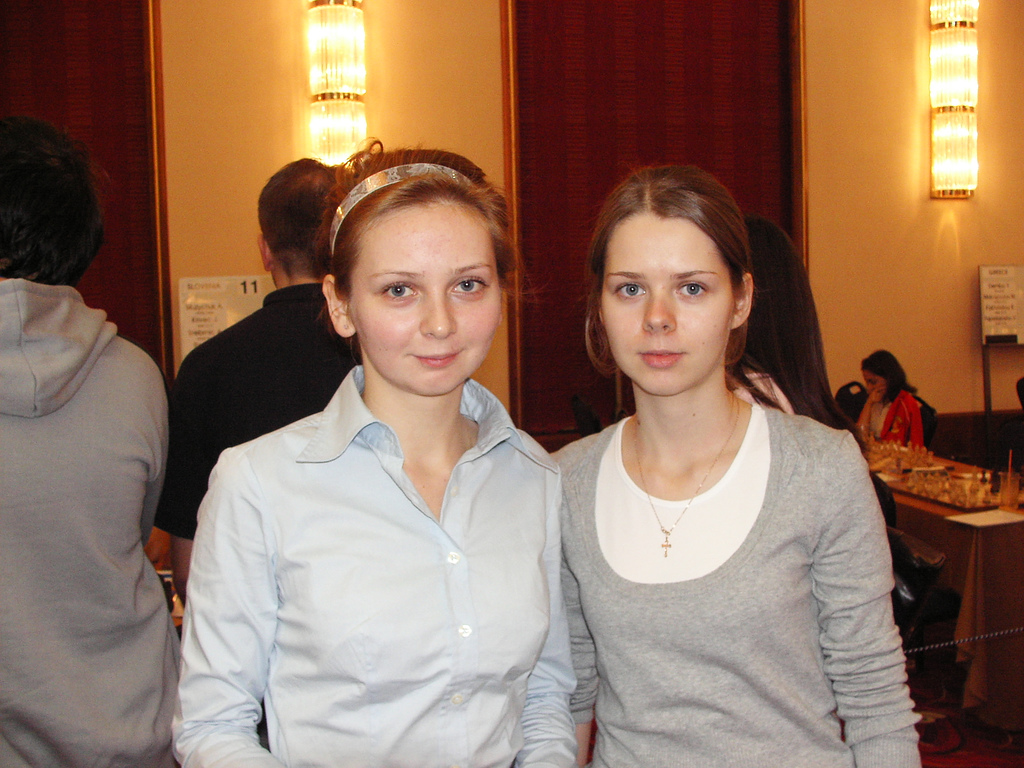
A Koszinceva testvérek

A 2004-es női sakkvilágbajnokságon indulhatott először a felnőtt világbajnoki címért, és a harmadik körig jutott, ahol az indiai Kónéru Hanpi ütötte el a továbbjutástól.
A 2006-os női sakkvilágbajnokságon is a 3. körig jutott, ezúttal a világbajnoki címet is megszerző kínai Hszü Jü-hua ütötte el a továbbjutástól.
A 2008-as kieséses rendszerű sakkvilágbajnokságon is a világbajnoki címet megszerző versenyzőtől, ezúttal Alekszandra Kosztyenyuktól  kapott ki a 3. körben.
A 2010-es női sakkvilágbajnokságon a második körben a korábban magyar, ekkor már görög  színekben induló Dembo Jelena ütötte el a továbbjutástól.
A 2011-es sakkvilágbajnoki ciklusban a világbajnokkal való párosmérkőzés jogát a 2009−2011-es Grand Prix versenysorozaton elért első helyezéssel lehetett kivívni. A sorozat keretében 2010- áprilisban Nalcsikban rendezett versenyt megnyerte, június-júliusban Jermukban a második helyen végzett, július-augusztusban Ulán-bátorban a 3−5. lett. Összesítésben a 4. helyet szerezte meg.
A 2012-es női sakkvilágbajnokságon ismét csak a 3. körig sikerült eljutnia, ezúttal testvére Nagyezsda Koszinceva ütötte el többszöri rájátszás után a továbbjutástól.
A 2013-as női sakkvilágbajnoki ciklusban Élő-pontszáma alapján indulási jogot szerzett a FIDE Women's Grand Prix 2011–12 versenysorozatán való részvételre. 2011. augusztusban Rosztovban a 3−4. helyet szerezte meg, októberben Nalcsikban a 6−9. helyen végzett, 2012. júniusban Kazanyban és szeptemberben Ankarában hetedik. A versenysorozat összesítésében ezekkel az eredményekkel a tizedik helyet szerezte meg.
A 2015-ös női sakkvilágbajnokságra a 2012-es sakk-Európa-bajnokságon elért eredménye alapján szerzett kvalifikációt. Ezúttal a 2. körön nem jutott tovább, miután vereséget szenvedett Alisza Galljamovától.
A 2015-ös sakkvilágbajnoki ciklusban Élő-pontszáma alapján vehetett részt a FIDE Women's Grand Prix 2013–14 versenysorozatán. 2013. májusban Genfben 3−4., júliusban Dilijanban negyedik, 2014. áprilisban Hanti-Manszijszkban csak a 11−12. helyen végzett, augusztusban Sardzsában a 7−9., és az összesítésben a tizedik helyet szerezte meg.

## Eredményei csapatban

### Sakkolimpia
2002−2012 között hat alkalommal vett részt Oroszország válogatottjában a sakkolimpián. 2002-ben csapatban ezüstérmet, egyéni teljesítményével két ezüstérmet szerzett. 2004-ben a csapat bronzérmes lett. A 2006-os sakkolimpián csapatban ezüst-, egyéniben egy ezüst- és egy bronzérmet szerzett. A 2010-es sakkolimpián Oroszország válogatottjának első táblásaként mind csapatban, mind egyéniben aranyérmes lett. 2012-ben az orosz válogatottal ismét aranyérmet szerzett.

### Sakkcsapat-világbajnokság
A Sakkcsapat világbajnokságokon 2007−2011 között Oroszország válogatottjának tagjaként vett részt. A csapat mindhárom alkalommal ezüstérmet szerzett. Egyéniben 2007-ben az első táblán elért eredményéért aranyérmet kapott.

### Sakkcsapat-Európa-bajnokság
2005−2011 között Oroszország válogatottjában szerepelt a sakkcsapat Európa-bajnokságokon. 2005-ben csapatban bronz-, egyéniben arany- és bronzérmet nyert. A csapat ezt követően 2007-ben, 2009-ben és 2011-ben aranyérmet szerzett. Egyéni teljesítménye alapján 2007-ben bronzérmes, 2011-ben aranyérmes volt.

### Klubcsapatok Európa Kupája
A Klubcsapatok Európa-kupájában 2006-ban az AVS Krasznoturinszk csapatával csapatban és egyéniben is bronzérmes lett. 2008-ban a Spartak Vidnoe csapatával csapatban ezüst-, egyéniben bronzérmes; 2009-ben csapatban arany-, egyénileg ezüstérmet szerzett.

## Játékereje
A Nemzetközi Sakkszövetség (FIDE) világranglistáján 2016. május óta inaktívként van nyilvántartva. Utolsó Élő-pontszáma 2475 volt, amellyel 2016. áprilisban a 27. helyen állt. Legmagasabb Élő-pontszáma 2581 volt 2010. novemberben, amellyel 2016. októberben a sakkozók örökranglistája hatodik helyén állt. Ez egyben a legmagasabb Élő-pontszám, amelyet valaha orosz sakkozónő elért. A legjobb világranglista helyezése a 4. hely volt, amelyet 2010. július és 2011. január között foglalt el.